# Tanjungjaya (Cisaga)
Tanjungjaya is een bestuurslaag in het regentschap Ciamis van de provincie West-Java, Indonesië. Tanjungjaya telt 2126 inwoners (volkstelling 2010).